# سينغوكو 3
سينغوكو 3 (بالإنجليزية: Sengoku 3)‏ ، هي لعبة فيديو إلكترونية من تطوير شركة نويز فاكتوري اليابانية سنة 2001م ، ونشر شركة إس إن كاي اليابانية ، وصدرت إلى الولايات المتحدة سنة 2013م.

## مصدر
1. ↑  GOG.com (بالإنجليزية والألمانية والفرنسية والروسية), QID:Q1486288
2. ↑  Humble Store (بالإنجليزية), QID:Q42328566
3. ↑  SENGOKU 3 for Wii - Nintendo Game Details نسخة محفوظة 12 مارس 2016 على موقع واي باك مشين.